# O rato, o pássaro e a salsicha
O rato, o pássaro e a salsicha (em alemão: Von dem Mäuschen, Vögelchen und der Bratwurst) é um conto engraçado em forma de fábula compilado pelos Irmãos Grimm. É o conto número 23 (KHM 23). Gira sobre o tema da constante insatisfação, ou, nas palavras dos Grimms, "Quem está muito bem está sempre desejando algo melhor". Enquadra-se no Tipo 85 do Sistema Aarne-Thompson-Uther de classificação de contos folclóricos.

## Origem
A história origina-se da obre Wunderliche und warhafftige Gesichte Philanders von Sittewald (Visões maravilhosas e verdadeiras de Philander von Sittewald) de 1642 do  estadista, satírico e pedagogo do barroco alemão Johann Michael Moscheroschs, cujo pseudônimo era Philander. Clemens Brentano publicou-a em 1806 na revista Badischen Wochenschrift como "Die Geschichte vom Mäuschen, Vögelchen und Bratwurst" ("A história do ratinho, passarinho e da salsicha").

## História
Um rato, um pássaro e uma salsicha vivem em harmonia na mesma casa dividindo as tarefas. O pássaro ia na floresta buscar lenha, o rato trazia água, acendia o fogo e arrumava a mesa, e a salsicha cozinhava. Um dia o pássaro é convencido por outro de que está sendo "explorado" e resolve não cumprir mais sua tarefa. Então mandam a salsicha buscar a lenha, mas ela é comida por um cachorro. O rato vai preparar a comida no lugar da salsicha, mas acaba morrendo dentro da panela. E o pássaro, que ficou sozinho, deixa a lenha se esparramar e pegar fogo e, ao correr para o poço a fim de buscar água para debelar o incêndio, morre afogado dentro do poço. Diz o ditado popular: "Em time que está ganhando não se mexe."